# Итальянская полька

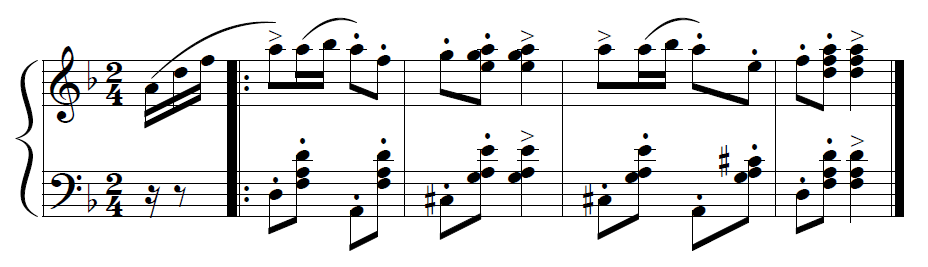
Вступление сольной аранжировки «Итальянской Польки», созданной Александром Зилоти

«Итальянская полька» (Polka Italienne) ― произведение для двух фортепиано, написанное Сергеем Рахманиновым в 1906 году во время его путешествия по Италии. Произведение начинается в тональности ми-бемоль минор, а в средней части переходит в ми-бемоль мажор. Виртуозные транскрипции польки создали пианисты Владимир Горовиц, Аркадий Володось, Вячеслав Грязнов и группа Рок-Синдром.

## История создания
Жена композитора Наталья Рахманинова вспоминала:
Когда в конце марта 1906 года Сергей Васильевич освободился от работы в Большом театре и от других взятых на себя обязательств, мы поехали во Флоренцию, а в середине мая сняли дачу в Марина-ди-Пиза. Мы были очень счастливы пожить тихо и спокойно около моря. К нашей даче часто приходила итальянка с осликом, который вёз небольшой орга́н. Женщина заводила его, и раздавалась весёлая полька. Эта полька так понравилась Сергею Васильевичу, что он записал её, а потом переложил её на фортепиано. Так создалась так называемая «Итальянская полька», которую мы часто играли с ним в четыре руки. Потом она была переложена Сергеем Васильевичем для духового оркестра по просьбе одного из братьев Зилоти, который предложил Сергею Васильевичу продирижировать Духовым оркестром Морского ведомства, или прослушать исполнение этого оркестра, не помню точно. Знаю, что играли они её здорово, но никаких оттенков, которых хотел добиться от них Сергей Васильевич, получить не удалось. Много лет спустя мы слышали эту польку летом в Центральном парке Нью-Йорка.